# Стенско
Стенско (грч. Στενά, до 1926. грч. Στένσκο) је насељено место у општини Нестрам у периферији Западна Македонија, Грчка. Према попису из 2021. године било је 3 становника.
Према бугарском географу и историчару, Василу Канчову, у Стенску је 1900. године живело 126 Словена хришћана. За време Другог светског рата и грађанског рата село је доста страдало, тада га је напустило 156 житеља.